# Waldmuseum Zwiesel

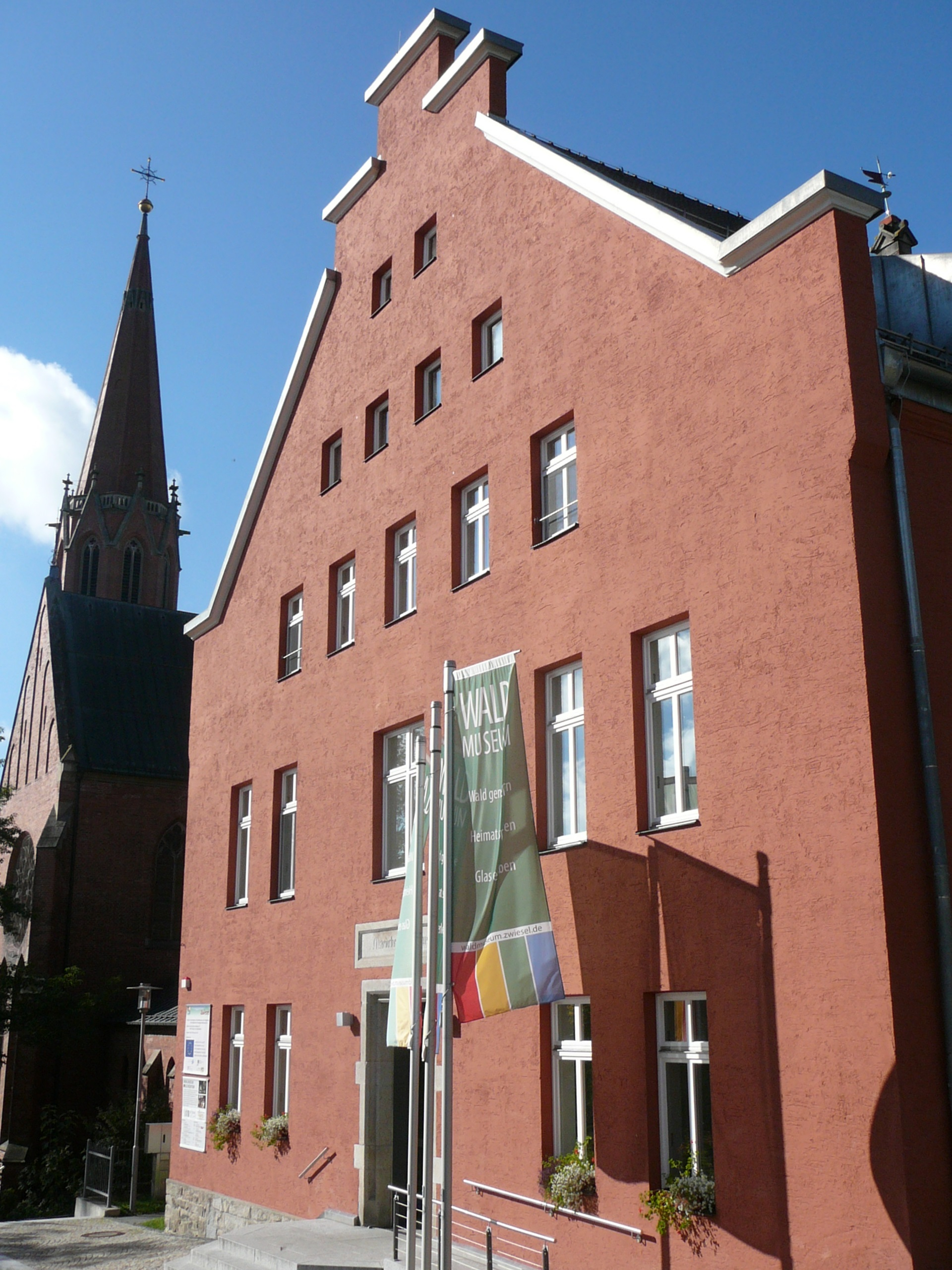
Waldmuseum in Zwiesel

Das Waldmuseum in Zwiesel am Kirchplatz 3 ist ein kultur- und naturhistorisches Museum im niederbayrischen Landkreis Regen. Untergebracht ist es im ehemaligen Gebäude der Mädchenschule, die von den Englischen Fräulein geführt wurde. Die Ausstellung ist in deutscher und tschechischer Sprache beschildert. Zugleich dient das Gebäude als Kulturzentrum der Stadt Zwiesel.

## Allgemeines
Im späten 19. Jahrhundert setzte in Bayern eine Welle von Museumsgründungen ein, die auch Zwiesel ergriff. Ab 1904 wurden Zeugnisse aus der Geschichte Zwiesels gesammelt und ein Jahr später erfolgte die Einrichtung eines städtischen Museums, das im Obergeschoss des örtlichen Leichenhauses untergebracht wurde. Die Sammlung wuchs kontinuierlich und die vorhandenen Räumlichkeiten wurden zu klein. 1924 fand das Museum eine neue Bleibe im ehemaligen Kommunbrauhaus und späterem Feuerwehrrequisitenhaus am Stadtplatz.
In den 1960er Jahren veränderte sich der thematische Schwerpunkt. Oberforstrat Konrad Klotz (1905–1994), Leiter des Forstamtes Zwiesel, und Georg Priehäußer (1894–1974) wirkten auf eine Neukonzeption des Museums hin. Ihnen gelang 1966 die Einrichtung des ersten deutschen Waldmuseums in Zwiesel. Die Flora und Fauna des Waldes, wie auch das Thema „Holz“, wurden zu den zentralen Inhalten. Ergänzt wurden diese Bereiche durch stadt- und regionalgeschichtliche Objektbereiche sowie durch das für Zwiesel unverzichtbare Thema „Glas“.
Außergewöhnliche Ausstellungsstücke wie der Stammfächer einer 400 Jahre alten Tanne oder ein Urwalddiorama wurden in das Konzept eingebunden. 2014 wurde das Waldmuseum erneut inhaltlich und gestalterisch überarbeitet und in das ehemalige Mädchenschulhaus am Kirchplatz verlegt, das sich gleich neben der neugotischen Kirche St. Nikolaus befindet.

## Aufbau

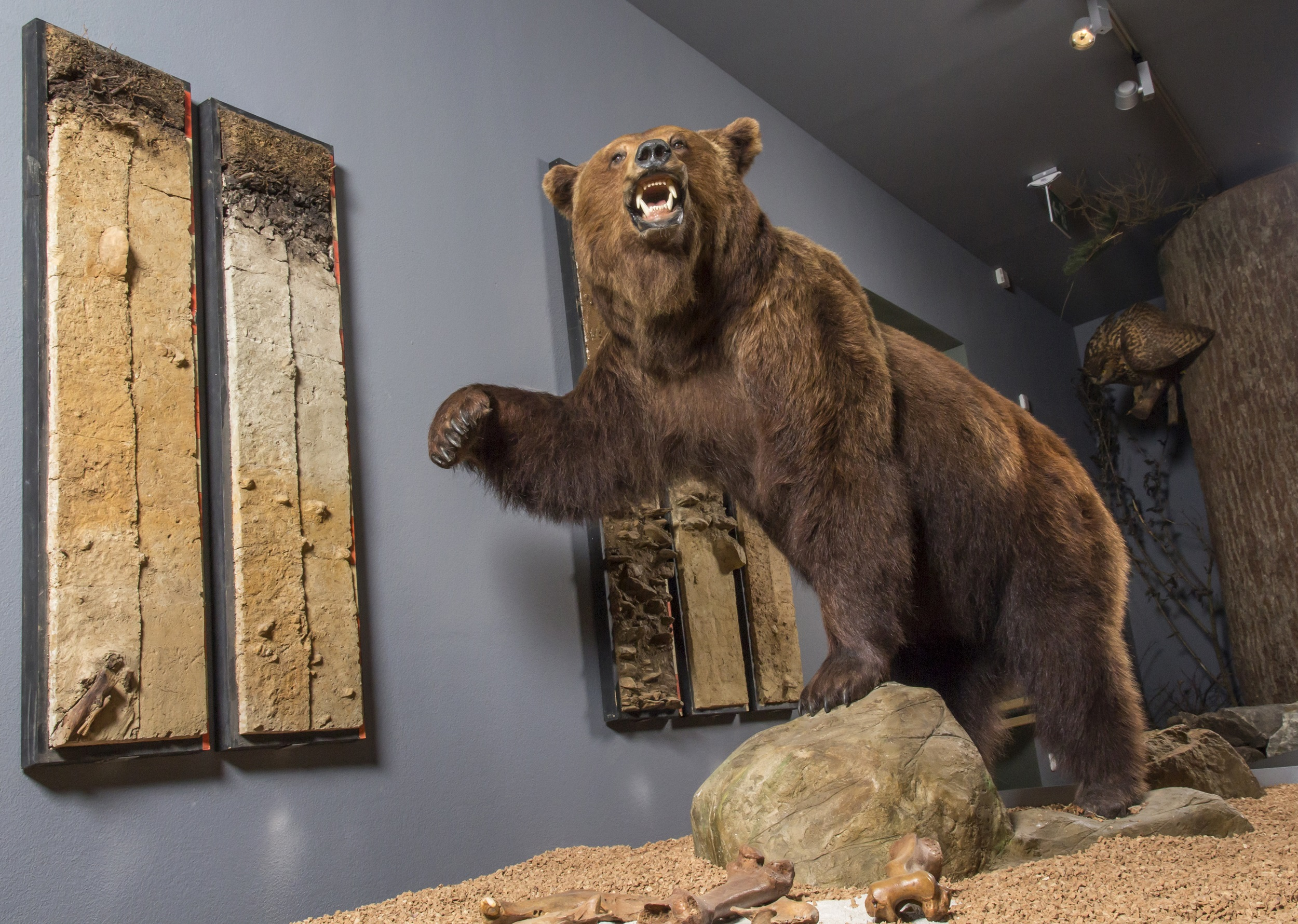
Bär

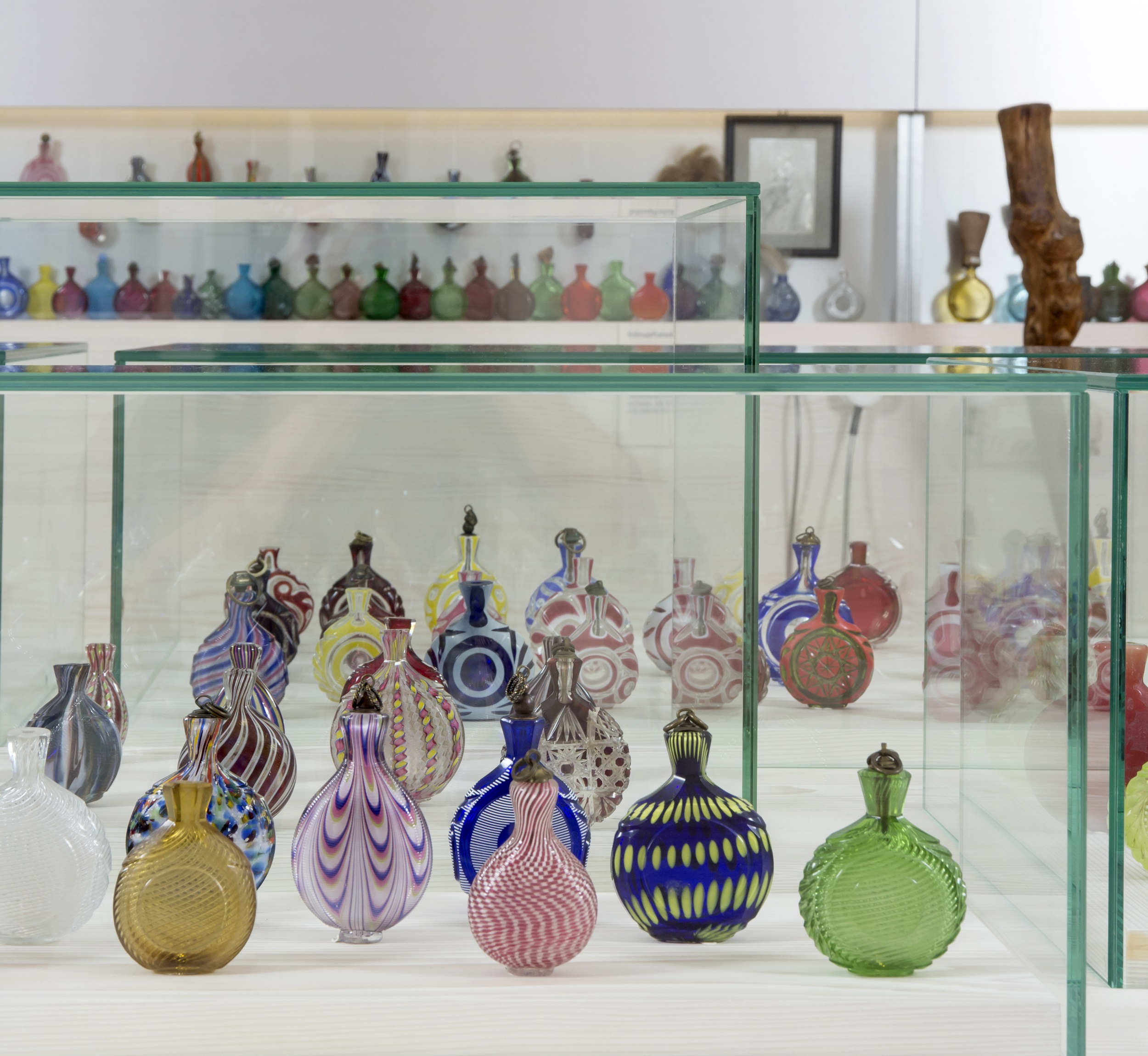
Schnupftabakgläser

Das Museum erstreckt sich auf drei Etagen. Die Kultur- und Naturgeschichte des Bayerischen Waldes, das Thema Glas und die Geschichte der Stadt Zwiesel bilden die wesentlichen Inhalte.

### Erdgeschoss
Der Besucher wird auch heute durch den Stammfächer einer 400 Jahre alten Tanne begrüßt. Ein Urwalddiorama lässt in die Vergangenheit eintauchen, wo ihm Tiere wie Braunbär und Wolf begegnen, die einst im Bayerischen Wald heimisch waren. Des Weiteren wird dargestellt, welche Baum- und Pilzarten im Bayerischen Wald vorkommen und welche Wiesen-, Hecken- und Waldtiere hier verbreitet sind. Auch das harte Leben der Menschen im Bayerischen Wald wird dargestellt. Die Volksfrömmigkeit wird vom Herrgottswinkel und dem Brauchtum bis zum Volksaberglauben thematisiert. Es gibt zahlreiche Medienstationen, u. a. mit historischen Film- und Tonmaterial.

### Erster Stock
„Fein Glas und gut Holz sind Zwiesels Stolz“. Unter diesem Motto steht die Ausstellungskonzeption im ersten Obergeschoss. Sowohl noch existierende als auch erloschene Glashütten sind hier präsent. Herausragende Exponate der Glashütten der Region wie z. B. Frauenau, Schachtenbach, Theresienthal, Zwiesel Kristallglas oder der Glasfachschule Zwiesel zeigen das Niveau der hiesigen Glaskunst. Auch Objekte von Glashütten aus Böhmen sind vertreten. Es wird auf die Glasherstellung und die dazu notwendigen Rohstoffe eingegangen. Es gibt ein Miniatur-Glasmacherdorf, das von  1967 bis 1969 von dem Holzschnitzer Josef Schmidt hergestellt wurde und den Idealtypus einer Glashüttensiedlung zeigt. Außerdem wird auch die umfangreiche und vielfältige Sammlung an Schnupftabaksflaschen präsentiert. Hier wird auch Erhard Kutschenreuter, der Komponist des bekannten Waldlermarsches, gewürdigt. Auch die Holzverarbeitung im Bayerischen Wald wird dargestellt. Stellvertretend sei nur auf die Holzdrahtweberei hingewiesen.
Stadtgeschichtliche Zeugnisse sind die Ausstattungsteile der alten Zwieseler Stadtapotheke und der dazugehörigen Kräuterkammer. Im ersten Obergeschoss befindet sich außerdem die Kapelle des einstigen Schulhauses. Zeugnisse religiöser Volkskunst aus Zwiesel und Umgebung sind hier zu sehen. In der Kapelle können heute Paare getraut werden.

### Dachgeschoss
Hier kann der Besucher wichtige Stationen und Persönlichkeiten der Stadtgeschichte Zwiesels kennenlernen. Von der Stadtgründung über die Stadterhebung bis hin zu Künstlern, Musikern und Sportlern reicht die Bandbreite der Themen. Frühe Stadtansichten, Uniformteile der Zwieseler Bürgerwehr, historische Musikinstrumente, alte Sportgeräte und vieles mehr veranschaulichen die Entwicklung der Stadt.
Gewürdigt wird der Heimatforscher und Volkssänger Paul Friedl, der sich um die Bewahrung des Kulturguts des Bayerischen Waldes verdient gemacht hat. Auf sein Engagement geht der Zwieseler Fink, der älteste europäische Musikwanderpreis, zurück.
Im Dachgeschoss werden außerdem auch wechselnde Sonderausstellungen gezeigt. Die Räumlichkeiten im Dachgeschoss können zudem für Feiern und Veranstaltungen gemietet werden.